# Xanthopimpla brevicarina
Xanthopimpla brevicarina är en stekelart som beskrevs av Wang 1987. Xanthopimpla brevicarina ingår i släktet Xanthopimpla och familjen brokparasitsteklar. Inga underarter finns listade i Catalogue of Life.